# Parque Municipal Chico Mendes
O Parque Municipal Chico Mendes se localiza no bairro City Bussocaba, no município de Osasco, São Paulo, Brasil.
O parque além de contar com uma área verde de 114 mil/m2, conta com espaços esportivos e culturais.
No Parque Chico Mendes há uma grande área verde, 2 quadras cobertas, e o lago onde se localiza a nascente do Córrego Bussocaba, um dos principais córregos da cidade de Osasco, que deságua no Rio Tietê.

## Galeria

- Ficheiro:Parquechicomendesosascospsp.jpg
- Ficheiro:PCMO12.jpg